# IAR-12
IAR-12, proiectat de Elie Carafoli în 1930, a fost un prototip, aerodinamic mai avansat decât predecesorul său, IAR CV 11. Provenea din avionul IAR CV 11, echipat tot cu motorul Hispano-Suiza 12Mc, în „V”, de 500 CP. A zburat prima dată în 1931. IAR-12 avea o structură mixtă din aluminiu și lemn de brad. Fuzelajul anterior era acoperit cu aliaje ușoare, iar cel posterior era împânzit. Aripile erau și ele împânzite.  În spatele pilotului exista un pilon care  proteja pilotul în cazul capotării, pilon adoptat după moartea cpt. Romeo Popescu. Era înarmat cu două mitraliere Vickers de 7,7 mm. Din el a derivat următorul prototip, IAR-13.

## Caracteristici
Caracteristici generale
Echipaj: 1 pilot
Caracteristici tehnice:
- Lungime: 9,98 m
- Anvergură: 11,5 m
- Înălțime: 2,46 m
- Suprafață portantă: 18,2 m2
- Greutare gol: 1150 kg
- Greutate totală: 1510 kg

Performanțe
- Viteză maximă la sol: 330 km/h
- Viteză la 5000 m înălțime: 308 km/h
- Viteză minimă: 109,5 km/h
- Plafon: 9300 m
- Timp de urcare la 8000 m: 19 min 21 sec

Armament
- 2 x Vickers 7,7 mm